# Валентинас Ґустайніс
Валентинас Густайніс (лит. Valentinas Gustainis; 15 липня 1896, село Винкшнупяй недалеко від Казлу-Руди, Литва — 11 жовтня 1971, Гришкабудіс, Шакяйський район, Литва) — литовський критик, публіцист, політичний і громадський діяч.

## Життєпис
Служив добровольцем в Литовській армії.
У 1921 вступив на навчання до Гайдельберзького університету.
У 1924 повернувся до Каунаса після незакінченого вивчення філософії і соціології в Гейдельберзі і Парижі. Засновник і у свій час голова націоналістичної студентської корпорації „Neo Lithuania“, що видавала журнал «Яунойї Летува» ( „Jaunoji Lietuva“, «Молода Литва» (1923 — 1927), потім редактор газети «Lietuvos aidas» («Ехо Литви»; 1928 — 1933), потім її закордонний кореспондент. Як публіцист брав участь в журналі литовських народовців «Вайрас» („Vairas“ , «Кермо»). Був директором телеграфного агентства "Ельта" (1939 — 1940).
Заарештований совєцькою окупаційною владою і висланий до Сибіру (в'язниці Бійська, Барнаула, Красноярська, потім табори в Сибіру й Казахстані). В Литву повернувся в 1956.

## Літературна діяльність
Видав книги пізнавального характеру „Lenkai ir Lenkija“ ( «Поляки і Польща», 1937), „Prancūzija“ («Франція», 1938), „Lithuania: The First Twenty Years“ (1939).
Автор посмертно виданих мемуарів „Be kaltės“ («Без вини», 1989), „Nuo Griškabūdžio iki Paryžiaus: Atsiminimai apie Lietuvos spaudą, jos darbuotojus (1915—1940)“ («Від Гришкабудіса до Парижа: Спогади про пресу Литви, її працівників», 1989).